# La Révolte des intra-terrestres, première partie
La Révolte des intra-terrestres, première partie (The Hungry Earth) est le huitième épisode de la cinquième saison de la seconde série de la série télévisée britannique de science-fiction Doctor Who. Il a été diffusé pour la première fois sur BBC One le 22 mai 2010. L'histoire, qui se poursuit dans l'épisode suivant, voit le Docteur aux prises de nouveau avec les Siluriens, réveillés de leur hibernation par un projet de forage au pays de Galles.

## Synopsis
Le Docteur, Amy et Rory arrivent dans le petit village gallois de Cwmtaff en 2020, alors que la destination qu'ils visaient était Rio de Janeiro. Le Docteur remarque qu'une importante opération de forage se déroule à proximité du village, et décide d'aller y jeter un coup d'œil avec Amy. Le projet de forage est mené par le Docteur Nasreen Chaudry et son assistant, Tony Mack, qui mènent des recherches sur des minéraux qui n'ont pas été observés depuis plus de 20 millions d'années. Pendant ce temps, Rory, qui est retourné au TARDIS pour mettre en lieu sûr la bague de fiançailles d'Amy, est pris pour un policier par une habitante du village, Ambrose, la fille de Tony, accompagnée par son fils Elliot. Ils lui expliquent que des morts ont été ôtés de leurs tombes, mais qu'il n'y a pas de signe de creusement à la surface, ce qui ne peut que signifier que les corps ont été retirés par en dessous.
À ce moment, un séisme frappe l'installation de forage, et des trous s'ouvrent dans le sol. Tony et Amy tombent dans les failles et tandis que Nasreen parvient à tirer Tony en sûreté, quelque chose sous le sol parvient à happer Amy. Le Docteur explique que les minéraux mystérieux étaient un avertissement de rester à l'écart et quand on a commencé à forer, le sol a riposté. Le Docteur se rend compte que le sol a été bio-programmé pour attaquer dès qu'il perçoit une menace, ce qui serait impossible car il remarque que les humains ne développeront cette technologie que dans plusieurs millénaires. À ce moment, une alarme se déclenche ; le forage, qui a atteint une profondeur de 21 kilomètres, a pénétré dans un réseau de catacombes souterraines, et trois entités inconnues se dirigent vers la surface. Avec seulement douze minutes avant que leurs assaillants inconnus n'atteignent la surface, le Docteur ordonne aux deux scientifiques de se mettre à l'abri dans l'église du village, où ils sont rejoints par Rory, Ambrose et Elliot, au moment où les agresseurs ont mis en place un bouclier d'énergie pour empêcher toute évasion et transformé le jour en nuit pour servir leurs desseins. En privé, le Docteur explique à Rory ce qui est arrivé et promet de récupérer Amy.
Le Docteur ordonne au groupe de se barricader dans l'église et établit un réseau de caméras afin de savoir quand et où les attaquants arriveront, mais des problèmes surviennent quand Elliot part pour aller chercher son baladeur chez lui, tandis que les assaillants - d'étrange humanoïdes reptiliens - sont arrivés et se saisissent de lui. Ambrose et Tony se précipitent pour le secourir, mais une autre des créatures attaque, frappant Tony de sa langue venimeuse avant d'être maîtrisée et capturée par le Docteur et Rory. Le Docteur déduit que les agresseurs sont une nouvelle espèce d'un vieil ennemi, les Siluriens. À cet instant, la barrière énergétique se dissipe et la lumière du jour revient ; le Docteur explique que les Siluriens ont battu en retraite, puisque les deux parties ont des otages avec lesquels négocier.
Le groupe emprisonne la Silurienne capturée dans la crypte de l'église et le Docteur va l'interroger. La prisonnière, une membre de la caste des guerriers appelée Alaya, explique avec réticence que sa tribu hiberne sous Cymwaff depuis toujours, mais que le forage a été perçu comme une menace pour eux et que la caste des guerriers a été éveillée pour combattre la menace. Le Docteur explique que les humains ne leur voulaient pas de mal, mais Alaya réplique agressivement que les Siluriens ne toléreront pas l'humanité (qu'elle appelle les « primates ») sur ce qu'ils considèrent toujours comme leur planète. Le Docteur essaie de l'avertir que l'humanité ripostera si elle est menacée, mais elle a confiance dans la victoire des Siluriens sur l'humanité.
Le Docteur explique l'histoire des Siluriens au groupe et qu'il a l'intention d'aller sous terre et de négocier avec les Siluriens. Il leur dit qu'Alaya doit être gardée en sécurité s'ils veulent pouvoir faire un marché avec eux. Tony (qui semble souffrir des effets du venin d'Alaya) déclare qu'ils devraient étudier la créature, mais le Docteur refuse, disant que s'il est fait du mal à Alaya, les Siluriens considéreront que c'est un acte de guerre. Le Docteur et Nasreen, qui, ayant étudié le sous-sol toute sa vie, veut le voir de ses propres yeux, descendent dans le TARDIS, tandis que les autres parlent à Alaya. Ils essaient de l'assurer qu'ils ne lui veulent aucun mal et qu'elle sera gardée en sécurité, mais elle répond qu'ils la tueront et que cela déclenchera une guerre perdue d'avance entre les humains et les Siluriens. Elle dit aussi qu'elle sait qui la tuera, même s'ils ne le savent pas.
Loin sous la Terre, Amy s'éveille attachée à une table d'examen. Près d'elle se trouve le mari d'Ambrose, Mo, qui a été capturé auparavant par les Siluriens. Il s'excuse, expliquant que les Siluriens ont l'intention de pratiquer leur vivisection, tandis qu'un Silurien en tenue chirurgicale s'avance vers eux muni d'un scalpel. Le Docteur et Nasreen arrivent dans les catacombes, le Docteur expliquant qu'il est peu probable qu'ils trouvent plus d'une douzaine de Siluriens, mais il se tait alors qu'ils entrent dans une caverne et découvrent une immense civilisation Silurienne, s'étendant sur des kilomètres de sous-sol devant eux.

## Personnages secondaires
- Alaya : Neve McIntosh
- Nasreen Chaudhry : Meera Syal
- Tony Mack : Robert Pugh
- Ambrose : Nia Roberts (en)
- Mo : Alun Raglan
- Elliot : Samuel Davies

## Continuité
- Les Siluriens sont apparus pour la première fois dans une aventure du troisième Docteur de 1970, « Doctor Who and the Silurians ». À la fin de cet épisode, les Siluriens décidaient de se mettre en sommeil pour une cinquantaine d'années, ce qui correspond à la date de 2020. Néanmoins, leur apparence originale était radicalement différente de celle de la tribu présentée ici, et le Docteur le souligne lui-même au cours de l'épisode.

## Lien
- (en) La Révolte des intra-terrestres, première partie sur l’Internet Movie Database